# Дворец Диоклетиана
Дворец Диоклетиана (хорв. Dioklecijanova palača) — дворец в Сплите (Далмация), построенный римским императором Диоклетианом, правившим с 284 по 305 год н. э. Считается наиболее сохранившимся дворцом периода Римской империи. C 1979 года дворец вместе с историческим центром Сплита является объектом Всемирного наследия ЮНЕСКО.

## История
Император Диоклетиан в 293 году н. э. разделил Римскую империю на четыре области, создав так называемую тетрархию. Сам Диоклетиан взял себе Малую Азию и Балканы, а остальная империя была разделена между тремя соправителями. Столицей Диоклетиана стала Никомедия на берегу Мраморного моря, но уже через два года после раздела он принялся за постройку роскошной резиденции рядом со своим родным городом Салоной на территории бывшей греческой колонии Аспалатос на побережье Адриатики. Строительство было завершено незадолго до отречения императора в 305 году н. э. После отречения Диоклетиан удалился из большой политики и остаток жизни прожил в своём дворце, занимаясь садоводством.
Позже на обширную территорию в пределах стен дворца стали переселяться жители Салоны, для которых дворец стал защитой от варваров. Ансамбль был сильно перестроен, почти всё внутреннее убранство не сохранилось. Постепенно на территории дворца и вокруг него вырос город Сплит. Расположенный во дворце мавзолей Диоклетиана был перестроен в христианский собор. Подвалы дворца во время реконструкции порта Сплита в конце XVI века были приспособлены под торговые склады. Дворец был по сути заново открыт британским архитектором Робертом Адамом, издавшим его подробное описание в 1764 году. Адам перенёс в британскую архитектурную практику Диоклетиановы окна, исследованные им в Спалато.
Сейчас дворцовый комплекс занимает большую часть исторического центра Сплита, внутри него расположены жилые здания, рестораны, магазины и отели. Перед Второй мировой войной английская писательница Ребекка Уэст, путешествовавшая по Югославии, отмечала, что в домах, выстроенных в границах дворцовых стен, обитало 9 000 человек, то есть пятая часть населения города.

## Архитектура

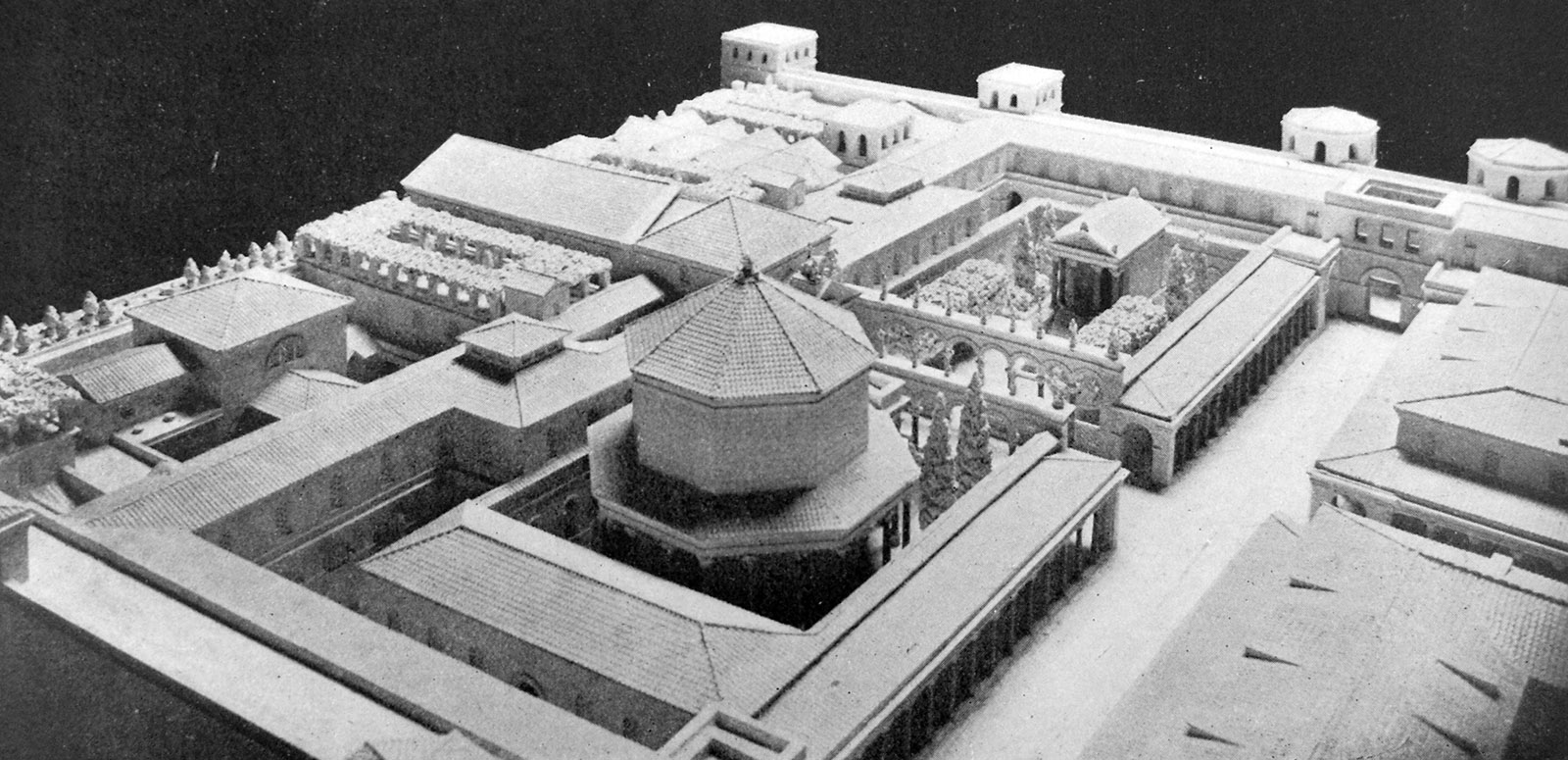
Макет дворца, созданный в начале XX века

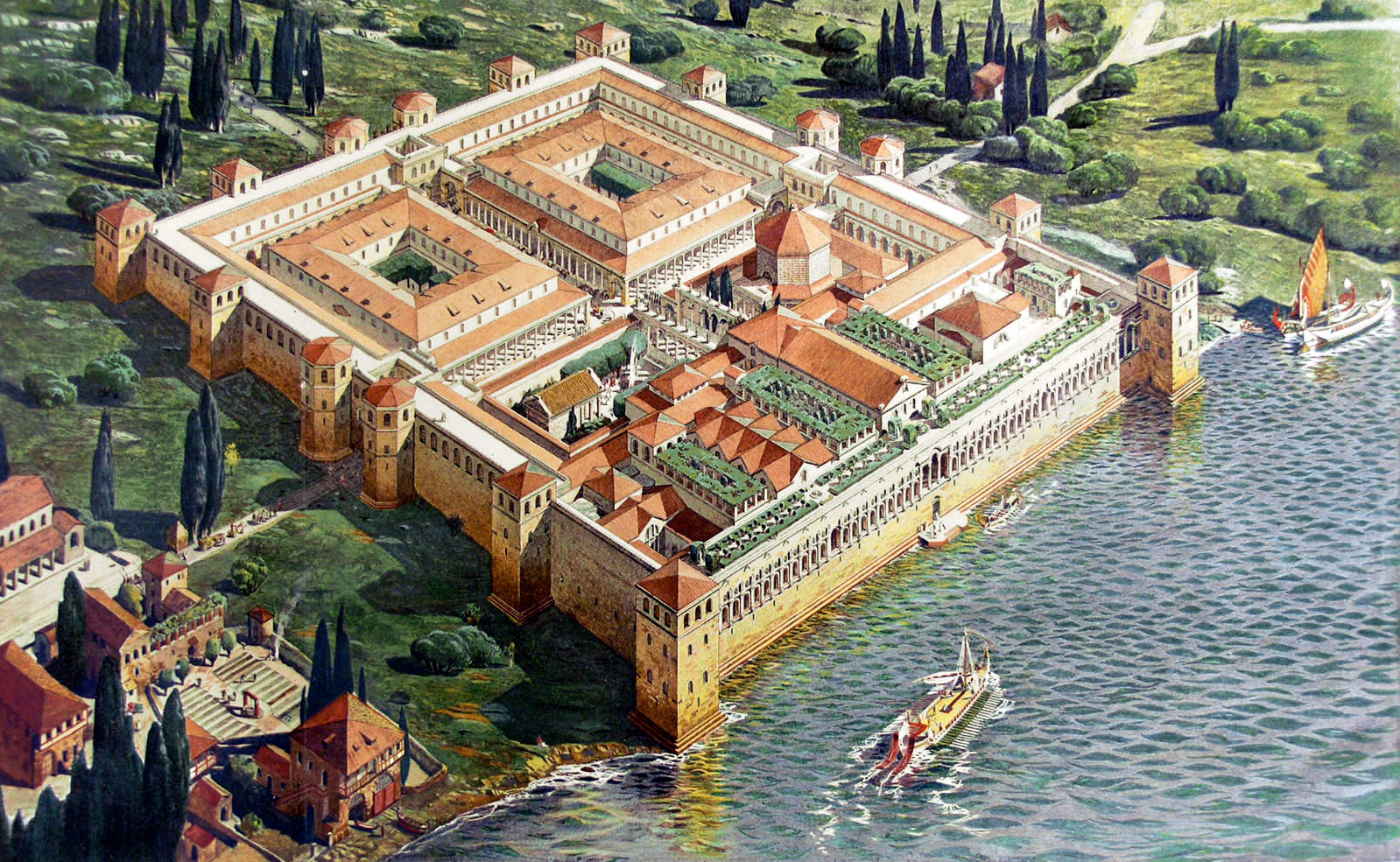
Реконструкция первоначального вида

Дворец прямоугольной формы занимает площадь около 3 га. Его план повторяет схему лагеря римского легиона. Он был обнесён мощными стенами высотой до 20 м с пятнадцатью башнями (сейчас сохранились три). Внутренний двор под прямым углом пересекают две главные улицы. Южный фасад с колоннадой выходил к морскому заливу, к нему примыкали императорские покои. Также дворец включал парадный зал, вестибюль с куполом, императорский мавзолей, храмы Юпитера, Кибелы и Венеры. К настоящему времени сохранились только мавзолей, перестроенный в католический собор, и храм Юпитера, перестроенный в баптистерий.
Дворец в основном построен из кирпича, привезённого с острова Брач известняка и добытого в близлежащих реках туфа. Мрамор был доставлен с Мармары, из Египта были привезены гранитные колонны и сфинксы.
Для водоснабжения дворца был возведён отдельный акведук.

## В кино
В 2013 и 2014 годах на территории Сплита (включая останки дворца) проходили съемки 4-го и 5-го сезонов популярного телесериала «Игра престолов» (сцены в Миэрине).